# Peter Roth
Peter Bengt Lennart Roth, född 8 juli 1955 i Stockholm, är en svensk skådespelare och musiker.
Roth gav på 1990-talet ut några cd under gruppnamnen Polaris och Liquid Love.[källa behövs] Han har också skrivit boken Livet hivet döden.

## Filmografi
- 1999 – Vägen ut
- 2000 – Sånger från andra våningen